# Ernest Stamm
Ernest Stamm (Thann, 24 dicembre 1834 – Parigi, 2 agosto 1875) è stato un ingegnere francese.

## Biografia
Era il 2 agosto dell'anno 1875 quando la vita di Ernest Stamm ingegnere francese - nato a Thann nel 1834 e trasferitosi in Italia a Milano nel 1861 - giunse improvvisamente al suo compimento. La notizia della sua morte colpì la comunità scientifica milanese che ne commemorò la memoria sia durante le esequie svoltesi al cimitero Monumentale di Milano sia nel corso di una adunanza del Collegio degli Ingegneri e degli Architetti di Milano tenutasi il 22 agosto 1875.
La morte era avvenuta a Parigi ove l'ing. Stamm si era recato per concludere un accordo con una Società appositamente costituitasi per affidargli la redazione definitiva del progetto di costruzione di una ferrovia sotto il Monte Bianco: progetto elaborato in collaborazione con l'ing. Leone Maimeri e presentato anche al Collegio degli Ingegneri ad Architetti di Milano.
Quest'ultimo importante progetto concludeva una carriera e una vita intensa - fatta di studi, ricerche, applicazioni tecniche innovative, insegnamento.
Ernest Stamm era nato il 24 dicembre 1834 a Thann in Alsazia dove, pochi decenni prima, la sua famiglia, di nazionalità svizzera, poi naturalizzata francese, si era trasferita.
La famiglia Stamm operava da anni nel settore tessile progettando e costruendo macchine per la filatura e la tessitura del cotone su ordinazioni delle industrie francesi e di altri paesi europei.
La rivoluzione industriale nata in Inghilterra si era diffusa in tutta Europa e, in particolare nel campo della tessitura, grossi passi in avanti erano stati compiuti grazie all'invenzione della spoletta volante fatta dall'inglese John Kay nel 1733.
Questo metodo di tessitura richiedeva l'opera al telaio di un solo tessitore, anziché due, e produceva con un solo operaio una quantità di tessuto superiore a quella prodotta da due.
Il padre di Ernest Stamm - Sebastien Stamm - era un vero e proprio imprenditore: costruì macchine per la filatura e per la tessitura e allestì parecchie officine in Francia e all'estero, ottenendo delle medaglie d'oro per la sua attività sia all'esposizione di Londra del 1851 che a quella di Parigi del 1855 (cfr. Bulletin du cercle genealogique d'Alsace -Biographie et ascendance d'Ernest Stamm, inventeur du tunnel sous le Mont Blanc).
La favorevole situazione economica della famiglia aveva consentito al giovane Ernest di frequentare le migliori scuole quali i collegi di Thann e Remiremont, dimostrando una notevole disposizione per la matematica, impadronendosi del calcolo differenziale in via del tutto autonoma senza alcuna assistenza esterna. Successivamente frequentò la Grande école di Parigi.
Completati gli studi laureandosi con lode in ingegneria, gli fu offerto il posto di assistente del prof. Alcan, scienziato di notevole fama, presso il Conservatorio di arti e mestieri, ove rimase per qualche tempo collaboratore di Alcan.
Scelse tuttavia un'attività indipendente quale la libera professione di ingegnere per conto terzi, senza peraltro abbandonare gli studi di aggiornamento.
Come libero professionista si distinse e fu assunto, benché molto giovane, dal Tribunale della Senna quale perito arbitrale per la definizione di numerose importanti questioni tecniche specialmente nel campo industriale; in breve la sua fama lo portò ad avere a Parigi clientela e una posizione economica stabile.
Probabilmente verso la fine degli anni '50 lo Stamm tornò a Thann per lavorare nelle officine tessili del padre. All'epoca si montavano le prime macchine a filare automatiche importate dall'Inghilterra: erano macchine complicate il cui funzionamento risentiva delle molteplici innovazioni e di tecniche non regolate da una teoria generale.
Ma il giovane Stamm oltre ad avere una solida preparazione tecnica, possedeva non comuni doti di ricercatore e di matematico: ancora studente al collegio di Remiremont si era guadagnato la stima del generale Poncelet - l'illustre matematico e ingegnere francese - che lo aveva incoraggiato a proseguire gli studi di matematica trascendente (cfr. Dictionnaire des hommes célèbres de l'Alsace, de Sitzmann).
Facendo tesoro delle esperienze accumulate giorno dopo giorno e sfruttando le sue conoscenze matematiche, studiò il problema dei filatoi,e nel 1860 pubblicò a Parigi il Traité Théorique et Pratique des Métiers à Filer Automates dits Self-Acting,dedicandolo al generale Poncelet. L'opera tradotta in più lingue, divenne per parecchi anni un testo fondamentale per la definizione dei principi costruttivi e delle caratteristiche funzionali dei filatoi, sino ad allora costruiti in modo artigianale senza alcuna progettazione scientifica.
Nel 1861 lo Stamm si trasferisce a Milano, dando inizio ad una nuova fase della sua vita professionale. I suoi interessi sono molteplici: oltre agli studi matematici, si dedica a indagini di natura sociologica e di economia, a consulenze di natura ingegneristica, all'insegnamento. Numerosi sono i libri, gli studi e le ricerche prodotti a partire dal 1861 per i successivi quindici anni di vita.

### Il matematico
La ricerca in campo matematico portò Ernest Stamm a una notevole attività di insegnamento. Tenne lezioni e conferenze sia in Francia che in Svizzera sulle macchine di filatura, sul calcolo grafico, sull'automatismo puro. Pubblicò nel 1863 a Parigi gli "Essais sur l'automatique pure", sintesi delle lezioni svolte nei corsi tenuti alla Scuola Politecnica di Zurigo.
A Milano diresse per un anno la rivista Il Politecnico - fondata decenni prima dal celebre studioso milanese Carlo Cattaneo - e vi pubblicò numerosi articoli di economia e di matematica.
Nel 1874 pubblicò un lavoro "Chimie des grandeurs" che rappresentava un nuovo modo di generazione delle grandezze, riproducente con semplicità tutte le funzioni conosciute.

### Il sociologo
Le trasformazioni che si verificarono nel XIX secolo nei processi produttivi determinarono vaste ripercussioni nella situazione complessiva della società.
Dei problemi di ordine economico e sociale che ne derivarono si occupò lo Stamm in due pubblicazioni: "Principes et solutions à propos des questions économiques du jour" del 1860 e Symptomes d'un prochaine révolution industrielledel 1862.
In queste due opere egli delinea una politica di sviluppo basata sulla migliore utilizzazione dei fattori di produzione, proponendo unità produttive più piccole e meglio distribuite sul territorio.
Ernest si pronuncia a favore di una graduale e accorta politica liberista che serva a transitare la Francia, ancora fortemente ancorata ai principi protezionistici, verso una società di libero scambio. Sottolinea la necessità di sostenere nel medio periodo le attività industriali non ancora sufficientemente attrezzate per affrontare la concorrenza internazionale, nella consapevolezza del divario esistente fra il più evoluto sistema produttivo inglese e quello più ritardato e lento della Francia.
Stamm conclude così la sua analisi:
Nell'affrontare i problemi sociali, egli si dichiara francamente ottimista e fiducioso in una pacifica rivoluzione industriale. Non accetta utopie, preconcetti, sistemi che sacrificano la famiglia, la proprietà, la libertà: è irriducibile avversario di ogni teorizzatore del collettivismo.
Il problema sociale deve essere affrontato in fabbrica - migliorando le condizioni di lavoro e promuovendo la partecipazione dei lavoratori - e all'esterno creando condizioni di vita migliori, mediante la creazione di asili nido. di scuole, di ambulatori e di sistemi di risparmio e di previdenza
Per realizzare questo modello di sviluppo lo Stamm ritiene indispensabile che si creino nuove forme di energia con distribuzione capillare: egli si aspetta grandi cose dai progressi negli studi sulla produzione di energia elettrica. Plaude all'incoraggiamento dell'Imperatore francese che nel 1853 ha messo a disposizione un premio di 50.000 franchi per chi saprà inventare la macchina elettrica.
In effetti sarà proprio l'invenzione del motore elettrico da parte di Galileo Ferraris a dare una svolta nello sviluppo industriale e realizzerà l'aspirazione di Ernest di avere a portata di mano in ogni punto una presa di energia.
Giunto in Italia dopo l'unità del paese, egli delineò e propose per l'Italia uno sviluppo industriale ispirato alla più avanzata realtà alsaziana nella quale si era formato. Sottolineò la necessità di modernizzare al più presto il settore della meccanica, indispensabile per lo sviluppo industriale.
Conclude la sua analisi con questa esortazione:" Specializzate e poi automatizzate. Il basso costo della mano d'opera di cui andate debitori al vostro clima e alla vostra agricoltura verrà a ricompensarvi di molte altre circostanze nelle quali siete inferiori: e da pessimisti quali siete, diverrete ottimisti"

### Il tecnologo
Dopo essersi trasferito a Milano, lo Stamm riprese a tempo pieno la sua attività di consulente nella costruzione, installazione, avviamento e gestione degli stabilimenti tessili.
Nel 1867 il senatore Alessandro Rossi, vicentino, associò l'ing. Stamm in un progetto per sviluppare l'industria laniera italiana e lo incaricò  della costruzione di quello che sarebbe diventato il primo stabilimento tessile italiano, organizzato con criteri industriali, il capostipite dei Lanifici Rossi della storia, in grado di confrontarsi con i più aggiornati stabilimenti europei. L'ing. Stamm progettò uno stabilimento di filatura e tintoria di lana a Piovene, presso Schio, sulle rive del fiume Astico, utilizzando l'acqua del fiume sia per il ciclo di lavorazione tessile sia per la produzione dell'energia meccanica occorrente per azionare le macchine. Oltre alla progettazione dell'opera, egli ne curò la costruzione e la gestione a opera compiuta. Lo stabilimento di Piovene è tuttora esistente e rientra nel patrimonio di archeologia industriale del nostro Paese.
Negli stessi anni iniziò ad interessarsi ad un nuovo settore emergente di grande importanza per lo sviluppo delle comunicazioni: i trafori alpini e lo sviluppo delle reti ferroviarie. Fu nominato rappresentante in Italia del Comitato Svizzero per il traforo del Gottardo e incaricato ufficioso del Ministero presso i governi di Francia e di Prussia. Egli svolse degli studi sulle gallerie, con particolare attenzione ai mezzi di perforazione che nella precedente esperienza del Frejus avevano creato non pochi problemi. Pubblicò nel 1870 delle "Considerazioni" in merito alla scelta da operare tra il Gottardo e lo Spluga, convincendo i responsabili della città di Milano a scegliere la via del Gottardo.
Nel 1872 pubblicò a Vienna lo studio sui "Nouveaux systémes pour la percée des tunnels".
Si dedicò successivamente allo studio di un nuovo passaggio delle Alpi verso Ovest e individuò la soluzione nel traforo del Monte Bianco.
Recatosi a Parigi nell'agosto 1875, in occasione del "Congresso Generale di Geografia", dove avrebbe anche dovuto firmare il contratto per il proseguimento dell'attività di progettazione del traforo del Monte Bianco, contrasse il colera, che in pochi giorni lo condusse a morte quando non aveva ancora compiuto 41 anni.

## Progetto del traforo del Monte Bianco
Ernesto Stamm è ricordato soprattutto per essere stato il primo studioso ad affrontare con sistematicità il problema del traforo del Monte Bianco per il passaggio della ferrovia che avrebbe unito Torino a Lione.
L'approfondimento dei temi ingegneristici che riguardavano lavori ciclopici per l'epoca, fu oggetto di particolare attenzione da parte di Stamm stimolato dalla sfida di un traforo sotto il Monte Bianco.  Il problema fu da lui affrontato nella sua interezza, non limitandosi ai percorsi con particolare riferimento a pendenze e diametri di curve, ma studiando anche nuove originali attrezzature più produttive e, soprattutto, meno dannose per la salute degli operatori.
Nel 1872 egli pubblicò gli studi preliminari che, per la loro completezza ed accuratezza, convinsero sia gli specialisti sia l'opinione pubblica dei paesi interessati a costituire una società ad hoc per affidargli l'incarico di approfondire il progetto.
Il 24 giugno 1874 presentò il suo progetto alla Società industriale di Mulhouse che lo pubblicò nel bollettino di luglio 1874.
Nel gennaio 1875 un secondo studio preliminare della ferrovia del Monte Bianco fu pubblicato a Milano. Il 3 agosto dello stesso anno doveva avere luogo a Parigi il Congresso Internazionale di Geografia: l'ing. Stamm arrivò a Parigi qualche giorno prima, ma colpito dal colera morì la sera del 2 agosto.
L'improvvisa scomparsa dell'animatore del progetto bloccò l'iniziativa per il traforo per quasi un secolo, nessun altro essendo stato ritenuto in quel momento in grado di risolvere problemi così difficili e mai sperimentati. Il traforo del Monte Bianco venne realizzato solamente all'inizio degli anni sessanta con una galleria per il transito dei mezzi su gomma.
Nel cordoglio nel mondo scientifico e accademico per la sua scomparsa, a Milano il Presidente del Collegio degli Ingegneri e Architetti lo commemorò con queste parole: "L'ingegno di Ernest Stamm era di quelli che possono veramente dirsi potenti, potenza da lui alimentata e accresciuta da forti studi e da una mirabile versatilità. Egli, infatti, nella sua breve ma operosissima carriera, ebbe a dedicarsi a varie e fra loro quasi disparate discipline, dall'ingegneria industriale e civile alle matematiche e agli studi economici, lasciando in tutte larga traccia di sé con pubblicazioni altamente pregevoli".
E commentava l'ing. Leone Maimeri amico e collega dell'ing. Stamm nella sua commemorazione svolta dinanzi allo stesso Collegio:" se un giorno ci sarà dato di passare attraverso le viscere di questo colosso delle Alpi, ricordiamoci tutti che il primo colpo di picca fu dato da lui"

## Opere
- Ernest Stamm, Traité théorique et pratique des métiers à filer automates dits self-acting, Lacroix, Paris, 1861[6]
- Ernest Stamm, Principes et solutions à propos des questions économiques du jour Parigi 1860
- Ernest Stamm, Symptomes d'un prochaine révolution industrielle, Parigi 1862
- Ernest Stamm, La costruzione delle macchine e la divisione del lavoro in Italia -rivista italiana Il Politecnico 1863
- Ernest Stamm, Essai sur l'automatique pure Parigi 1863
- Ernest Stamm, Nouveau systéme de regulateurs des Self-actings Parigi 1865
- Ernest Stamm, Sulle scuole manifatturiere a Mulhouse Milano 1865
- Ernest Stamm, Sul calcolo grafico e sullo studio geometrico dei polinomi interi e razionali Memoria letta al Regio Istituto Lombardo il 23 giugno 1964
- Ernest Stamm, Dei metodi di analisi e di discussione da applicarsi allo studio delle combinazioni delle macchine operatrici automatiche Memoria al R. Istituto lombardo - 28.12.1865
- Ernest Stamm, Apercu sur l'applications du systéme Agudio au chemin de fer du S. Gothard et de ses diramations Milano 1869
- Ernest Stamm, Gottardo o Spluga - Considerazioni Milano 1870
- Ernest Stamm, Nouveau systéme  èour la percée des tunnels Vienna 1872
- Ernest Stamm, Ferrovia del Monte Bianco Torino 1874
- Ernest Stamm Chemin de fer du Mont Blanc, Deuxième étude Milano 1875
- Ernest Stamm, Chimie des grandeurs - 1874